# Porträtt av Matthaeus Yrsselius
Porträtt av Matthaeus Yrsselius är en oljemålning av de flamländske barockkonstnären Peter Paul Rubens. Den målades omkring 1624 och ingår i Statens Museum for Kunsts samlingar i Köpenhamn. 
Matthaeus Yrsselius var abbot i Sankt Mikaelsklostret(en) i Antwerpen, som tillhörde Premonstratensorden, från 1614 till sin död 1629. Han avbildas bedjande, knästående i sin vita ordensdräkt mot röd bakgrund. Bakom honom syns hans vapensköld med den latinska inskriptionen ”omnibus omnia” samt hans kräkla och mitra. 
Efter abbotens död ingick tavlan i dennes epitafium i klosterkyrkan. Klostret grundades 1124 av Norbert av Xanten och upplöstes 1796 i samband med den franska invasionen under koalitionskrigen. I kyrkan begravdes Rubens mor Maria Pypelinckx(en) 1608 och där gifte han sig 1609 med sin första hustru Isabella Brant. Matthaeus Yrsselius epitafium försvann under åren efter klosterkyrkans rivning och Rubens porträtt hamnade efter att ha passerat diverse mellanhänder i de kungliga samlingarna i Danmark 1809. 
Ungefär samtidigt som porträttets färdigställande utförde Rubens, på abbotens beställning, en stor altartavla till kyrkan med motivet Konungarnas tillbedjan (idag utställd på Kungliga museet för sköna konster Antwerpen).